# Monoctenocera brachiella
Monoctenocera brachiella är en fjärilsart som beskrevs av George Francis Hampson 1901. Monoctenocera brachiella ingår i släktet Monoctenocera och familjen mott. Inga underarter finns listade i Catalogue of Life.